# غدة المرئ
 
إن الغدد المريئية  هي جزء من الجهاز الهضمي لدى الحيوانات المختلفة، بما في ذلك البشر.

## في البشر
غدد المريء في البشر هي جزء من الجهاز الهضمي البشري. فهي غدد صغيرة عنقودية مجمعة خارجية الإفراز من  النوع المخاطي.[بحاجة لمصدر]
يوجد منها نوعان:
- غدد المريء المخصوصة - غدد مخاطية تقع في الطبقة تحت المخاطية. فهي غدد نُبيبيّة سنخية مجمعة. وبعض الخلايا المصلية موجودة بها. هذه الغدد أكثر عددا في الثلث السفلي من المريء.[4] وهي تفرز حمض الميوسين اللازم للتزليق.[5][بحاجة لمصدر]
- غدد المريء القلبية - غدد مخاطية تقع بالقرب من الفوهة القلبية (موصل المرئ بالمعدة) في الصفيحة المخاطية المخصوصة. وهي تفرز الميوسين المحايد الذي يحمي المريء من عصائر المعدة الحمضية. فهي غدد أنبوبية بسيطة أو غدد أنبوبية متفرعة.
- هناك أيضا غدد مخاطية توجد في الموصل ما بين البلعوم والمريء في الصفيحة المخاطية المخصوصة. هذه غدد أنبوبية بسيطة أو غدد أنبوبية متفرعة.

تفتح كل منها فوق السطح عن طريق قناة مفرغة[بحاجة لمصدر]

## في الكائنات وحيدة اللوح
تكون غدة المريء متضخمة في الأنواع الكبيرة من الكائنات وحيدة اللوح وحيدات اللوح.

## في البطن قدميات
تكون غدة المريء أو جيبة المريء جزءا من الجهاز الهضمي في بعض البطنقدميات . فغدة أو جيبة المريء هي سمة مشتركة في ما يسمى بسلالات البطنقدميات القاعدية، بما في ذلك باتيللويديا Patelloidea, فتيجاستروبوداVetigastropod, نيريتيمورفاNeritimorpha  كوكولينيفورميا Cocculiniformia,،  ونيومفالينا Neomphalina.
إن حجم غدة المرئ لدى  البطنقدميات ذات القدم الحرشفية  كريسومالون سكيمفرم Chrysomallon squamiferum (عائلة بيلتوسبيروداي Peltospiridae ضمن نيومفالينا Neomphalina) يزيد حوالي ضعفين عن الحجم المعتاد لها. تأوي البطنقدميات ذات القدم الحرشفية البكتيريا التكافلية الداخلية في غدة المريء. كان يُعتقَد أن كريسومالون سكيمفرم Chrysomallon squamiferum  هوالنوع الوحيد من بيلتوسبيردايPeltospiridae  الذي لديه غدة المرئ كبيرة، ولكن في وقت لاحق تبين أن كلا نوعي جيجانتوبيلتا Gigantopelta لديه غدة المرئ أيضا كبيرة.[بحاجة لمصدر] في أنواع البيلتوسبيردات peltospirids الأخرى، يشكل الجزء الخلفي من المرئ زوجا من الجيبات أو القنوات التي تقع بمنتصف المرئ وتمتد فقط إلى النهاية الأمامية للقدم  (Rhynchopelta, Peltospira, Nodopelta, Echinopelta, Pachydermia .) نونفس الحال بالنسبة لميلانودريميا Melanodrymia وهي ضمن عائلة Melanodrymiidae. من المعروف أيضا أن باثيفيتوفيليداBathyphytophilidae وليبتليدا Lepetellidae لديهما جيبات المرئ كبيرة، ومع ذلك، فإنها ليست كبيرة مثل التي توجد لدى نوع الكريسومالون  Chrysomallon. ومن المعروف أن كلتيهما تأوي البكتيريا التكافلية الداخلية، وفي حالة نوع الباثيفيتوفيليد bathyphytophilids من المرجح أيضا أن هذه البكتريا توجد في غدد المرئ ولكن في lepetellids البكتريا التكافلية الداخلية تنتشر في الجهاز الدوري haemocoel.

## الروابط الخارجية
- صورة تشريحية: 49_07 في مركز جامعة أوكلاهوما للعلوم الصحية.
- صور نسيجية: 10802loa — نظام تعلم علم الأنسجة في جامعة بوسطن